# Busverkehr in Madrid
Der Busverkehr in Madrid wird weitgehend von der Empresa Municipal de Transportes de Madrid (Städtische Verkehrsbetriebe Madrid) mit der Kurzbezeichnung EMT Madrid betrieben. Die großen Nahverkehrsknoten der Stadt werden auch von Bussen der umliegenden Regionalbusgesellschaften angefahren. Auf dem größten Stadtbusnetz der Iberischen Halbinsel mit rund 2000 Bussen der EMT Madrid sind nur Niederflurbusse mit Einstiegsrampe für Rollstuhlfahrer unterwegs. Die Busse legen jährlich fast 1 Million km zurück und befördern 425 Millionen Fahrgäste. Das gesamte Liniennetz hat eine Länge von ca. 3600 km mit rund 10.000 Haltestellen.
Der Name des Unternehmens Empresa Municipal de Transportes de Madrid, Kurzbezeichnung EMT Madrid, kann mit Verkehrsbetriebe der Stadt Madrid übersetzt werden. Das 1947 gegründete Unternehmen ist eine Aktiengesellschaft, deren Kapital vollständig von der Stadt Madrid gehalten wird.

## Geschichte

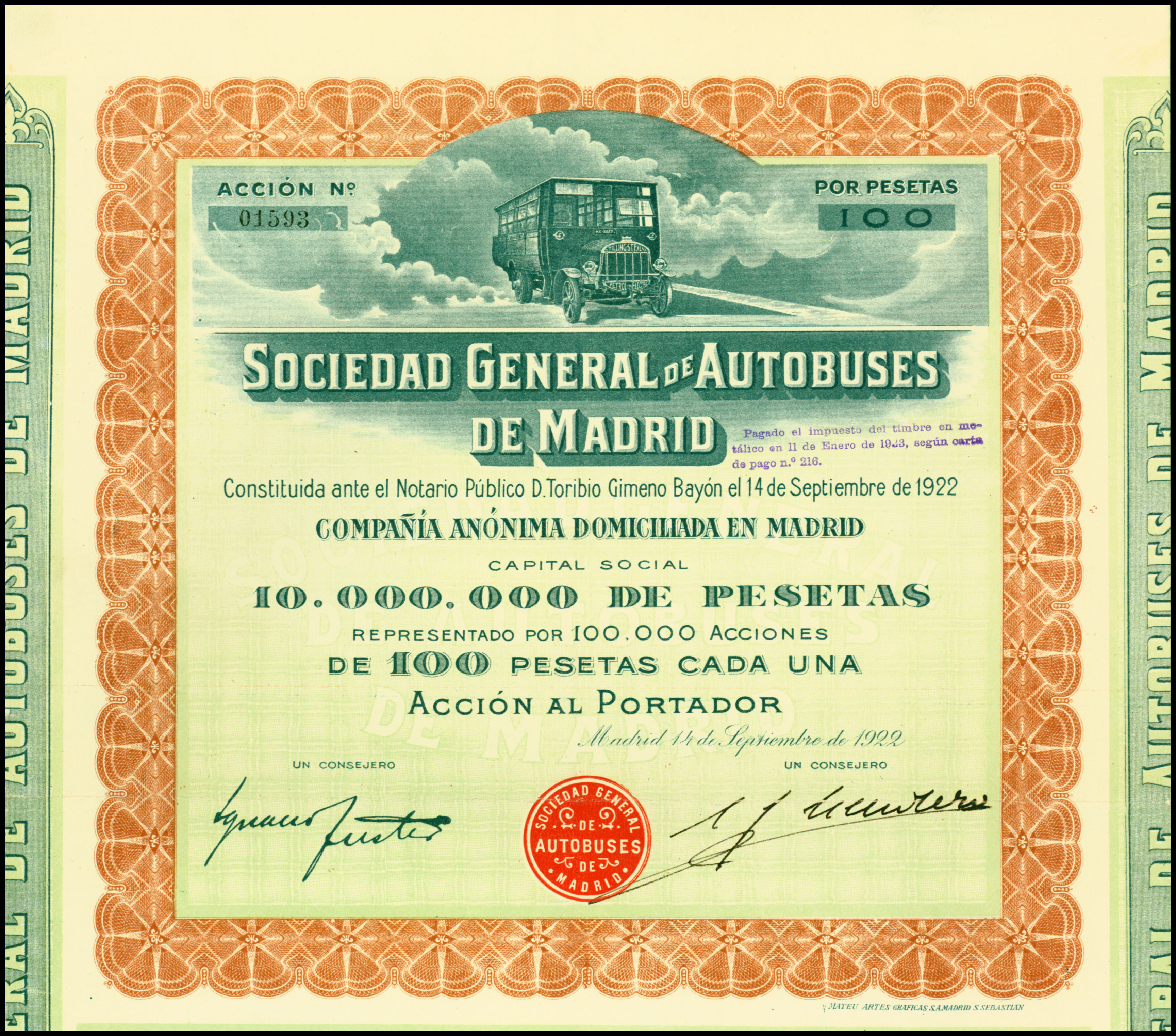
Aktie der S.G. de Autobuses de Madrid vom 14. September 1922 mit einem Bus der englischen Firma Tilling-Stevens in der Vignette

- 1920–1933: Die Sociedad Madrileña de Tranvías betreibt das Straßenbahnnetz der spanischen Hauptstadt.
- 1924–1927: Die La Sociedad General de Autobuses betreibt die ersten Buslinien in Madrid. Die ersten Versuche ein Busnetz einzurichten reichen in das Jahr 1922 zurück, als die Sociedad General de Autobuses gegründet wurde, welche dann 50 Busse englischer Produktion erwarb. 1927 stellte die Sociedad den Betrieb ein, denn die Auslastung der Busse war wegen hoher Tarife nur unzureichend. Trotzdem gab es 1929 bereits 63 Radiallinien. Das Busnetz entwickelte sich insbesondere in Gebieten, die keinen Bahnanschluss hatten und wo eine starke Nachfrage bestand.[2]
- 1933–1947: Eine Empresa Mixta de Transportes Urbanos betreibt den oberirdischen ÖPNV in Madrid.
- 21. März 1947: Die Empresa Mixta de Transportes wird aufgelöst und per Dekret festgelegt, dass der oberirdische Madrider ÖPNV in städtischer Regie durchgeführt werden soll.
- 12. November 1947: Die neugegründete Empresa Municipal de Transportes, kurz EMT genannt, nimmt den Betrieb auf.
- 1950: Die EMT nimmt die erste Trolleybuslinie in Betrieb.
- 1955: Die EMT befördert erstmals mehr als eine Million Fahrgäste innerhalb eines Kalenderjahres.
- 1959: Die Linie 27 (Plaza Castilla – Embajadores) wird eingerichtet. Sie entwickelt sich später zur verkehrsreichsten Linie der Stadt.
- 1963: Die offenen Straßenbahnwagen werden abgeschafft.
- 30. April 1966: Die Oberleitungsbusse werden abgeschafft.
- 1966: In Madrid werden erstmals Gelenkbusse eingesetzt.
- 1966: Erstmals werden Busspuren eingerichtet.
- 1969: Die EMT richtet Buslinien zum Universitätscampus (Ciudad Universitaria) und zum Freizeitpark Parque de Atracciones ein.
- 1970: Die Ringlinie (Línea Circular) der EMT (Cuatro Caminos – Embajadores) wird in Betrieb genommen.
- 1. Juni 1972: Die letzten Straßenbahnen Madrids werden stillgelegt.
- 1973: Es erfolgt ein Farbwechsel bei den Fahrzeugen: rot statt blau.
- 1973: Die ersten Busse ohne Fahrkartenverkäufer bzw. Kontrolleur werden eingesetzt.
- Januar 1974: Die Flughafenlinie ‘Colón-Aeropuerto’ wird eingerichtet.
- Oktober 1974: Nachtbuslinien werden eingerichtet. Sie werden vom Volksmund als ‘búhos’ (= Uhus) bezeichnet.
- 1975: Die Mikrobuslinien werden in städtische Regie überführt.
- 1976: Die ersten Schnellbuslinien entstehen.
- 1979: Die ‘Bono-bus’-Karte, eine 10-Fahrten-Karte wird eingeführt.
- 1980: Die in die Peripherie der Stadt führenden Linien, welche bisher von privaten Konzessionären betrieben wurden, werden von der EMT übernommen.
- 1983: Eröffnung der Linie 88. Sie führt zum Mercamadrid, einem der weltweit bedeutendsten Nahrungsmittelgroßmärkte im Südwesten der Stadt.
- 1985: Die Stadt Madrid und folglich auch die EMT treten dem neugegründeten Verband Consorcio Regional de Transportes bei.
- 1990: Die Mikrobuslinien werden abgeschafft.
- 1994: Probeweise sind die ersten Erdgasbusse unterwegs.
- 1994: Die EMT setzt erstmals Niederflurbusse ein.
- 1996: Ein Sistema de Ayuda a la Explotación (SAE) wird eingerichtet. Computergestützte Kontrolle des Busverkehrs mit Hilfe von GPS

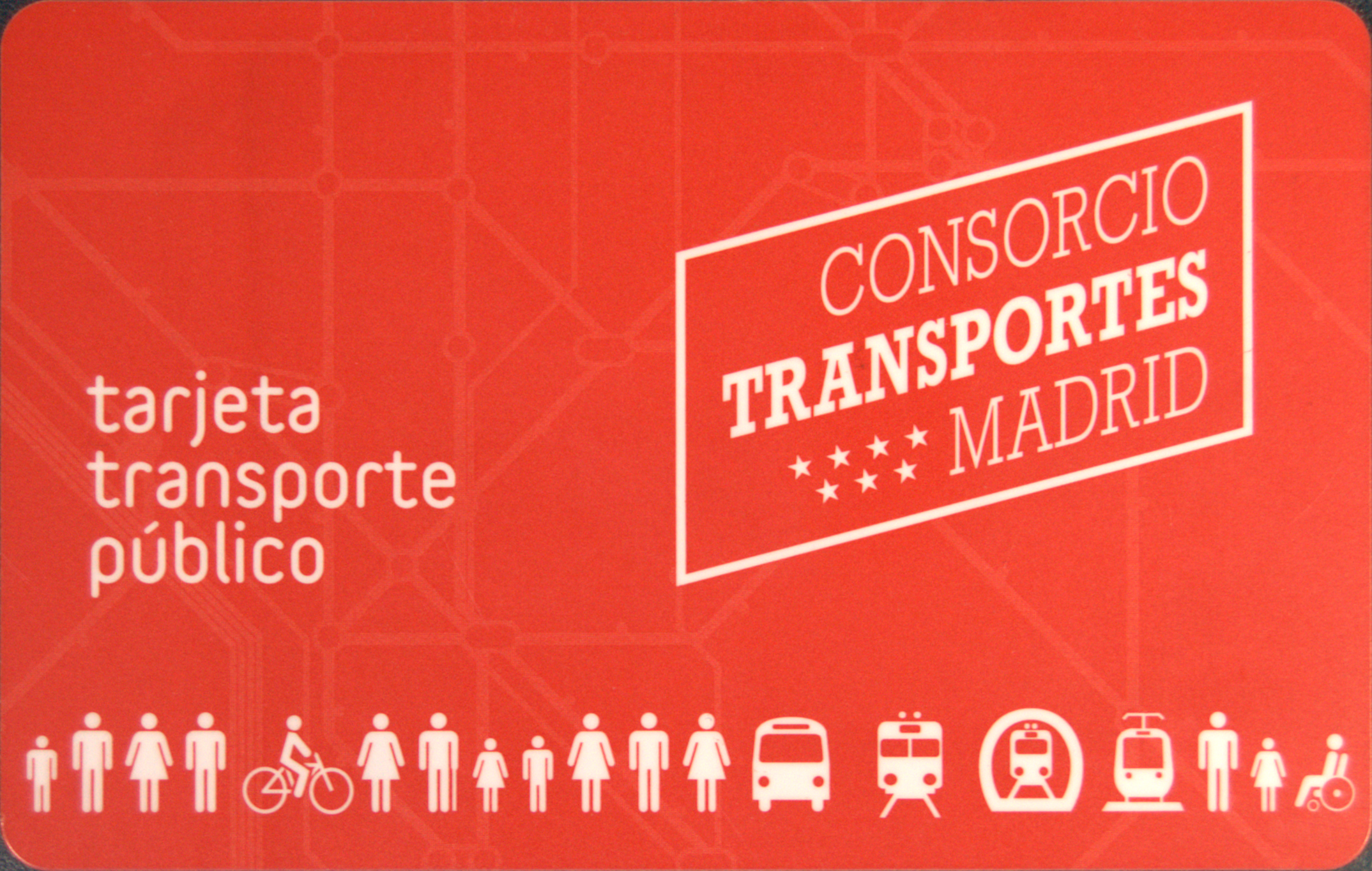
Tarjeta de transporte público de la Comunidad de Madrid

- 1998: Die neue 10er-Karte ‘Metrobús’ ersetzt endgültig die ‘Bono-bus’-Karte. Diese Fahrkarte ist in den EMT-Bussen und auch in der Metro gültig.
- 2001: EMT beteiligt sich an verschiedenen Projekten zum Thema Wasserstoffantrieb.

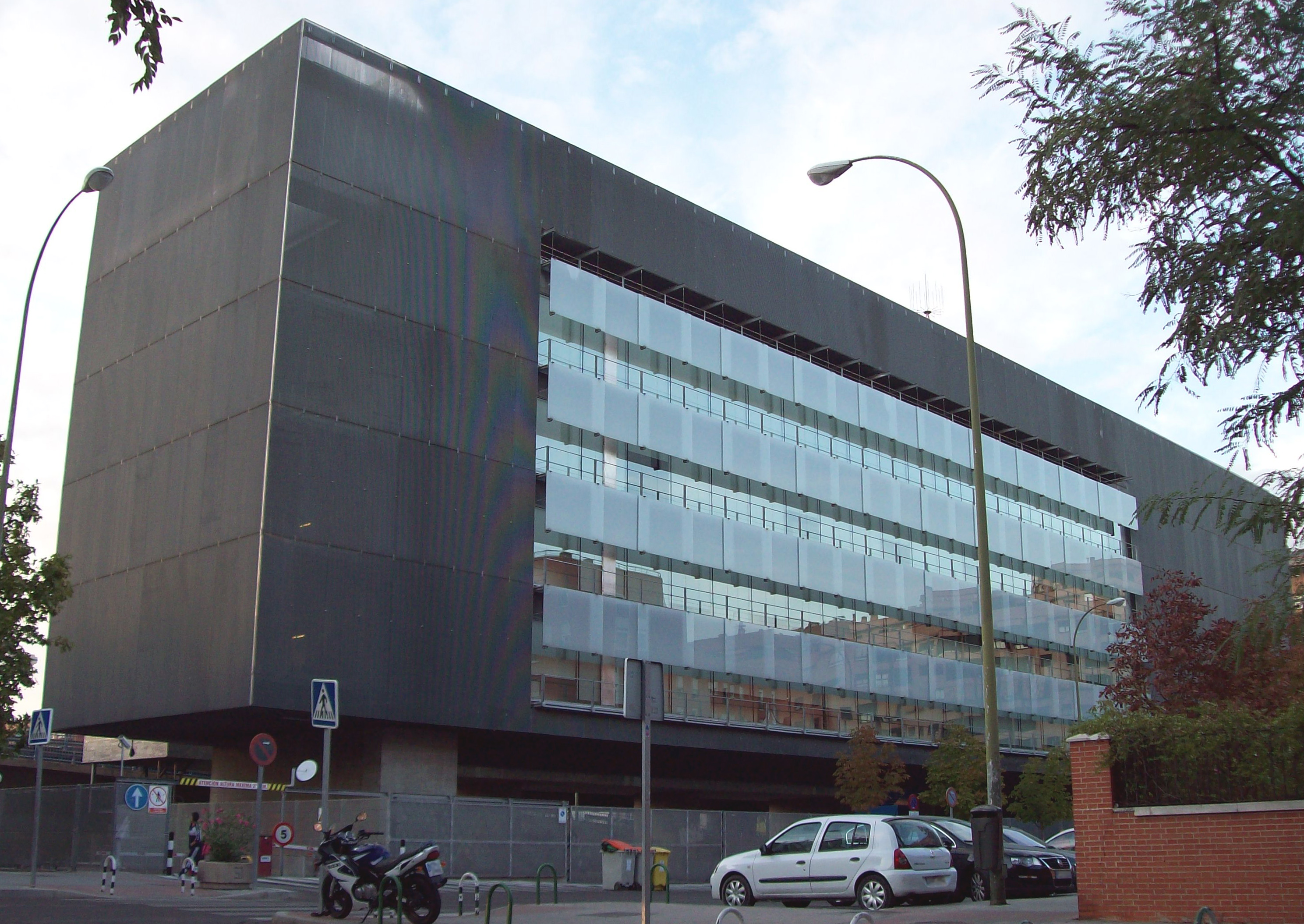
Hauptsitz der EMT Madrid

- 2003: In der Calle Cerro de la Plata wird die neue Hauptverwaltung der EMT fertiggestellt.
- 2003 Im Depot Fuencarral geht die erste Erdgastankstelle Europas in Betrieb
- 2004: Die EMT nimmt einen Fahrsimulator für die Fahrerausbildung in Betrieb.
- 2005: Beim neuartigen SIM-System (Sistema de Información Móvil) können mittels SMS die Wartezeiten für Linienbusse abgerufen werden.
- 2006: Das neue Busdepot (Centro de Operaciones) de Carabanchel wird eingeweiht.
- 2006: Erneuter Farbwechsel: Fahrzeuge in Blau statt Rot.
- 2007: Berührungslose Tickets gibt es nun auch in Madrid. Sie tragen die Bezeichnung BIT (Billete Inteligente de Transporte),
- 2008: EMT erwirbt 20 batteriebetriebene Kleinbusse für den Einsatz in den engen Gassen der Innenstadt.
- 2009: Erster Probeeinsatz von Hybridbussen.
- 2010: Ein weiteres großes Busdepot wird eröffnet: Centro de Operaciones de Sanchinarro.
- 2012: EMT ist im Internet in den sozialen Netzwerken vertreten.

## Personal
EMT Madrid beschäftigt 8055 Arbeitnehmer (Stand 2015), 5760 haben eine Busfahrerlizenz und knapp 1000 Personen sind für die Wartung der Busse und sonstigen technischen Einrichtungen zuständig.

## Linien
EMT Madrid betreibt 203 Buslinien, 170 davon sind Tageslinien. Weiter gibt es 26 Nachtlinien.

### Tageslinien
Diese Linien tragen eine Liniennummer, welche im Bereich von 1 bis 310 liegen, wobei natürlich nicht alle Nummern vergeben sind. Nicht in das Nummernschema passen die beiden Ringlinien: sie haben die Bezeichnungen C1 bzw. C2.

### Nachtlinien

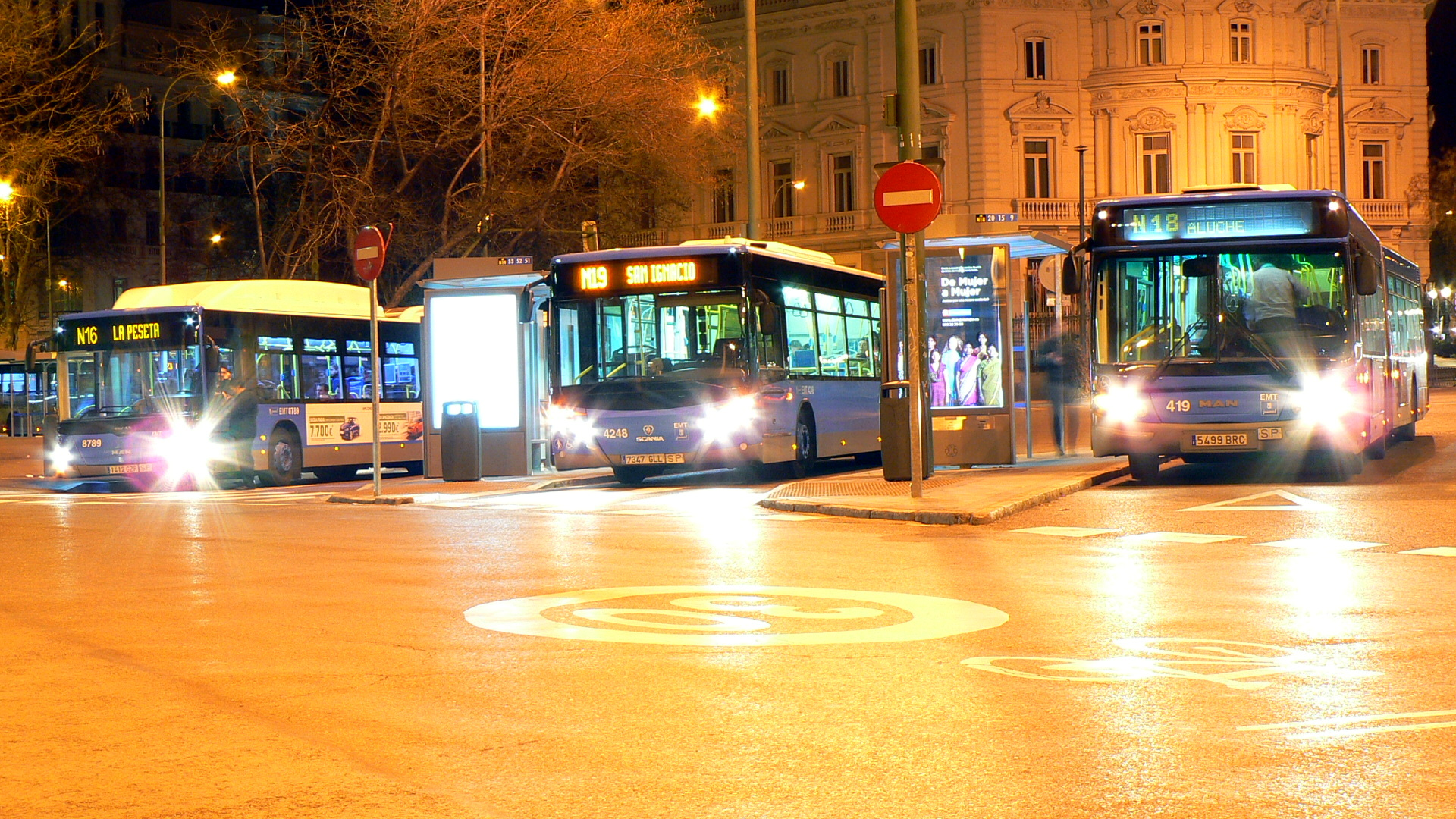
Drei Nachtbusse warten auf der Plaza de Cibeles auf ihren Einsatz.

Sie tragen die Nummern N1, N2.... Startpunkt fast aller Linien ist die Plaza de Cibeles. Nur zwei Linien starten an der Plaza de Alonso Martínez. Früher gab es noch zwei Nachtbus-Ringlinien mit den Bezeichnungen NC1 und NC2; sie wurden nur an den Wochenenden und an Feiertagen betrieben und wurden Ende September 2013 ganz eingestellt.
Zwischen Mai 2006 und Ende September 2013 existierten die sog. Metro Búho- oder Búho-Metro-Linien. Die Busse fuhren in den Nächten von Freitag auf Samstag und von Samstag auf Sonntag sowie in den Nächten vor Feiertagen. Sie verkehrten auf Linien L1 bis L11, welche den Metrolinien folgten. Jede Búho-Metro-Linie folgte dabei der Metrolinie mit gleicher Nummer. Die Haltestellen der Busse lagen an regulären Bushaltestellen in Nähe der Metrostationen – wobei nicht alle Stationen bedient wurden. Allerdings wurden die nach Einführung dieser Buslinien neueröffneten Metrostrecken nicht mehr in die Buslinien eingezogen. Die Busse verkehrten jeweils von 0:45 Uhr bis 5:45 Uhr in einem 15- bis 20-Minuten-Takt.
Daneben gibt es weitere Sonderlinien, die nur zu bestimmten Zeiten bedient werden und jeweils an den Bezeichnungen erkenntlich sind:

### Universitätslinien
Es sind sechs Linien zu den verschiedenen Universitäten. Sie werden nur wochentags von Montag bis Freitag bzw. bis Samstag bedient. In vorlesungsfreien Zeiten fahren keine Busse. Diese Linien tragen die Bezeichnungen A. E, F, G, H, U.

### Servicio especial
Die drei Linien haben die Nummern SE702, SE704 und SE799. Zwei davon fahren zwei außerhalb der Stadt gelegene Friedhöfe an.

### Transporte al Centro de Trabajo
Die Linien verbinden Gewerbegebiete mit einer hohen Anzahl von Beschäftigen mit einem der Umsteigeknoten des Madrider ÖPNV. Die dieser Linien fahren nicht im Rhythmus der Regellinien, sondern sind an die Arbeitszeiten der Zielgebiete angepasst. Die erste Linie dieser Art wurde 2007 eingerichtet. Der Liniennummer wird ein T (wie Trabajo = Arbeit) vorangestellt. 2015 gab es folgende Linien: T11, T23, T31, T32, T41, T61 und T62. Die Linie T32 z. B. verkehrt zwischen der U-Bahn-Station Plaza de Legazpi mit dem Lebensmittelgroßmarkt Mercamadrid. Busse fahren hier rund um die Uhr, ausgenommen Samstagsnacht und in den Nächten vor Feiertagen.

### Schnellbus Línea Exprés Aeropuerto
Diese Schnellbuslinie verkehrt seit November 2010. Sie wird unter Nummer 203 geführt und verbindet den Flughafen Madrid-Barajas mit dem Bahnhof Atocha. Die Busse halten auf dem Flughafen an den Terminals T1, T2 und T4. In Madrid halten sie auf der Calle O’Donnell und der Plaza de Cibeles und enden am Busbahnhof am Bahnhof Atocha. Die Busse fahren täglich: tagsüber im 15- bis 20-Minuten-Abstand. Nachts alle 35 Minuten. Zwischen 23.30 Uhr und 6:00 Uhr wird die Haltestelle Atocha nicht angefahren. Die Linie endet in dieser Zeit an der Plaza de Cibeles – dort gibt es Anschlüsse zu den Nachtbussen. Es gelten besondere Fahrscheine, die nur beim Busfahrer erhältlich sind.

## Fuhrpark

### Gegenwärtiger Fahrzeugbestand (2015)

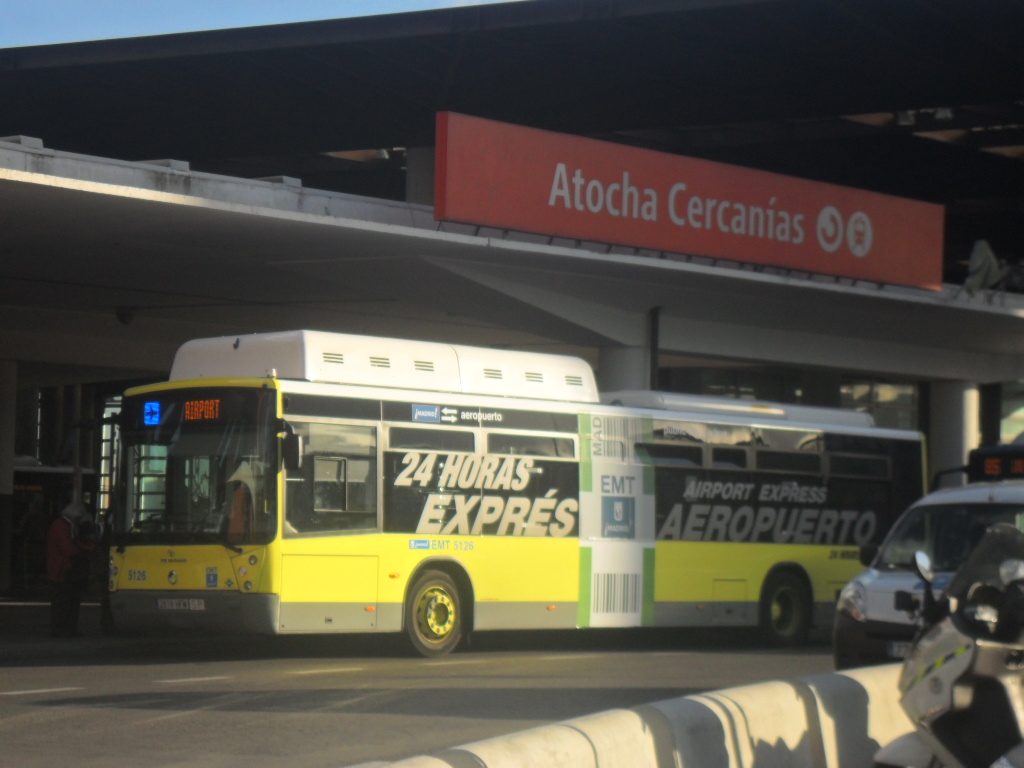
Schnellbus zum Flughafen am Bahnhof Atocha

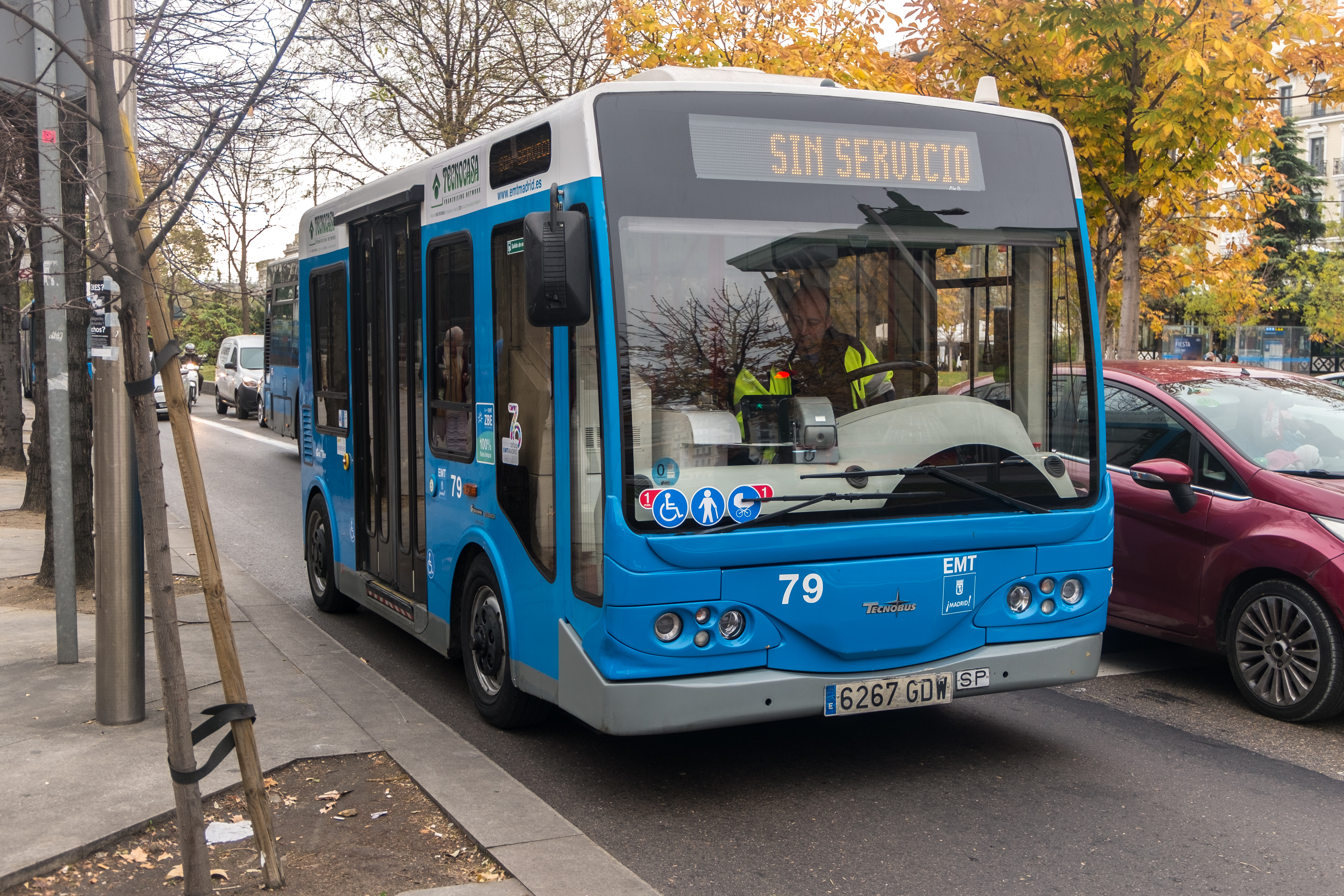
Elektrobus der Linie M1

EMT Madrid hat 1.907 Busse (Stand Frühjahr 2015) für den Verkehr auf ihren 203 Linien in Betrieb. 1094 davon haben Dieselmotoren, die alle mit Biodiesel B 20 fahren (d. h. der Biodieselanteil am Kraftstoff beträgt 20 %). Rund die Hälfte dieser Busse erfüllen die Euro-Abgasnormen V oder besser und vier Busse sind Hybridbusse. Weiter gehören zur Flotte knapp 800 Erdgasbusse, darunter 23 Hybridbusse. 20 Kleinbusse werden elektrisch als Batteriebusse betrieben.
1730 Busse sind Solobusse mit 12 Meter Länge, daneben gibt es 85 Gelenkbusse (18 Meter Länge), 30 Midibusse (8 Meter Länge) mit Erdgasantrieb für einige Linien mit geringerem Fahrgastaufkommen. Die 20 Elektrobusse sind Kleinbusse von 5,5 Meter Länge. Sie werden auf zwei Linien in der historischen Altstadt mit ihren engen Gassen eingesetzt.
EMT hatte für einige Jahre auch fünf Ethanol-Busse im Fuhrpark. Diese wurden Ende 2006 stillgelegt und Bestellungen für weitere Busse storniert, denn in Spanien wird Ethanol auch bei Verwendung als Ethanol-Kraftstoff wie Alkohol besteuert.
Den größten Fahrzeugbestand hatte die EMT im Jahr 2010 mit fast 2100 Bussen. Die spanische Finanzkrise machten bei den Ausgaben der öffentlichen Hand Einsparungen notwendig, was sich auch der EMT bemerkbar machte.

### Die zukünftige Busflotte soll ohne Dieselmotoren auskommen
Aufgrund der bis 2010 erzielten positiven Ergebnisse beim Einsatz von Erdgasbussen wurde beschlossen, in Zukunft keine Dieselfahrzeuge mehr anzuschaffen. Das Ende des Dieselantriebs war zunächst für 2021 geplant. Inzwischen wird nun 2023 angepeilt, wobei das Schwergewicht vermehrt auf Erdgasfahrzeuge gelegt wird. Zwischen 1994 und 2012 gelang es der EMT bei Dieselfahrzeugen die Emissionen um 40 % zu reduzieren, bei einem Umstieg auf Erdgasfahrzeuge betrug die Schadstoffreduzierung sogar mehr als 80 %. Im Jahr 2021 kam es zu einer Ausschreibung über den Kauf von 520 CNG-Bussen. 250 davon werden von Solaris geliefert, die ersten davon bereits im Jahr 2021.

#### Verbesserungen bei den Dieselfahrzeugen
Durch verschiedene Sofortmaßnahmen konnte erreicht werden, dass bei den zunächst noch in Betrieb bleibenden Dieselfahrzeugen die Emissionswerte weiter sinken:

##### Bio-Diesel
In einem ersten Schritt werden seit 2011 alle Dieselfahrzeuge mit einem Gemisch aus Diesel, dem 20 % Biodiesel beigemischt sind, betankt. Dieser Treibstoff wird in Spanien als B20 bezeichnet. B20 ist billiger als herkömmlicher Dieselkraftstoff und verursacht geringere Schadstoffemissionen.

##### Abgasreinigung mit SCRT
SCRT-Abgasreinigungssysteme des deutschen Unternehmens HJS Technology wurden im Rahmen des Madrider Luftqualitätsplans 2011–2015 zwischen 2012 und 2014 in 485 Stadtbusse eingebaut. Mit dem Preis einer Neuanschaffung eines Solobusses können ca. 20 Fahrzeuge nachgerüstet werden. Der Stickoxidausstoß wird durch die Nachrüstung im realen Betrieb um bis zu 90 Prozent gemindert.

##### Stopp-Start-Technik
Diesel-Busse der werden mit Superkondensatoren, einem Elektromotor und einer Abschalteinrichtung für den Dieselmotor versehen. Auf Knopfdruck wird beim Anfahren an eine Haltestelle der Dieselmotor ausgeschaltet, die Bremsenergie wird in den Superkondensatoren gespeichert und steht für den folgenden Anfahrvorgang (zumindest teilweise) wieder zur Verfügung.
Es wird mit einer Treibstoffersparnis mit etwa 8 % gerechnet – immerhin fahren Stadtbusse stündlich etwa fünfzig Haltestellen an.

##### Projekt DUAL-FUEL
EMT experimentiert in drei Fahrzeugen mit einem Erdgas-Diesel-Gemisch, wobei der Erdgasanteil im Bereich von 40 % bis 60 % variiert werden kann. Vorteile sind geringere Betriebskosten und geringere Emissionen als beim reinen Dieselbetrieb.

#### Erdgasbusse
Der erste Erdgasbus wurde in Madrid bereits 1994, im Rahmen eines einjährigen, von der EU im Rahmen des THERMIE-Programms geförderten Versuchslaufs eingesetzt. Es handelte sich um einen ECOBUS.
| Jahr        | 1994 | 1995 | 1996 | 1997 | 1998 | 1999 | 2000 | 2001 | 2002 | 2003 | 2004 | 2005 | 2006 | 2007 | 2008 | 2009 | 2010 | 2011 | 2012 | 2013 | 2014 |
| ----------- | ---- | ---- | ---- | ---- | ---- | ---- | ---- | ---- | ---- | ---- | ---- | ---- | ---- | ---- | ---- | ---- | ---- | ---- | ---- | ---- | ---- |
| Erdgasbusse | 1    | 15   | 29   | 32   | 50   | ?    | ?    | 70   | 110  | 125  | 155  | 165  | 201  | 351  | 381  | 411  | 503  | 645  | ?    | ?    | 790  |

Im Jahr 2014 besaß die EMT 1907 Busse, darunter 1090 Dieselbusse. Der Anteil der Erdgasbusse, lag somit bei 41,4 %. Der Brennstoffverbrauch für das Jahr 2014 wird mit 32 Mill. Liter Dieselkraftstoff und 22 Mill. kg Erdgas angegeben.
2015 fahren Erdgasbusse folgender Hersteller für EMT: Bredamenarini, Castrosúa, IVECO, MAN, Mercedes-Benz und Tata Hispano.
23 Fahrzeuge sind Erdgas-Hybrid-Busse. Die Busse von Castrosúa haben eine Batterie mit einer Kapazität von 60 kWh; es sind Plug-in-Hybride, d. h. kann die Batterie von außen aufgeladen werden. Die Batterien der Tata-Hispano-Busse haben nur eine Kapazität von 7,5 kWh und sind nicht über ein externes Ladegerät aufladbar.

#### Hybridbusse
Seit 2012 sind bei der EMZ 23 Erdgas-Hybrid-Busse im Einsatz.
10 Busse lieferte Tata Hispano, Modell Area. Die Busse sind 12 m lang und können 85 Personen befördern. Sie haben eine Ionen-Lithium-Batterie der Speicherkapazität 7,5 kWh und einen Cumminsmotor.
13 Busse kommen von Castrosúa, Modell Tempus. Sie sind nur 11,3 m lang und sind für 81 Personen zugelassen. Die Fahrzeuge haben ZEBRA-Batterien von 60 kWh Speicherkäazität, IVECO-Motoren 100 kW und können bis zu 45 Minuten im reinen Batteriebetrieb fahren.
Darüber hinaus wurden ebenfalls 2012 vier Iveco-Dieselbusse des Modells CityClass zu dieselelektrischen Hybridbussen umgebaut.
2016 wurden 30 weitere Hybridbusse (teilweise mit Erdgas, teilweise mit Dieseltreibstoff) im Gesamtwert von 16,650 Millionen Euro bestellt. Es handelt sich dabei um 17 MAN Lion’s City und 13 Iveco Urbanway-Busse.

#### Brennstoffzellenfahrzeuge
Der erste Brennstoffzellenbus wurde in Madrid 2003 eingesetzt.
| Jahr           | 2003 | 2004 | 2005 | 2006 | 2007 | 2008 | 2009 |
| -------------- | ---- | ---- | ---- | ---- | ---- | ---- | ---- |
| Zahl der Busse | 1    | 4    | 3    | 3    | 0    | 2    | 2    |

Die frühen Einsätze wurde mit Hilfe von Fördergeldern aus den EU-Programmen CUTE bzw. CITYCELL gefördert.
Im Programm CUTE wurden Citaro-Busse von Daimler-Chrysler mit einer Brennstoffzelle mit 205 kW Leistung eingesetzt.
CITYCELL setzte CityClass-Busse von Iveco mit einer 62-kW-Brennstoffzelle ein.
Mit drei Bussen wurden zwischen Mitte 2003 bis Mitte 2007 200 000 km zurückgelegt und 1 Mio. Fahrgäste befördert. Die Reichweite der Busse betrug allerdings nur 120 km.

#### Bioethanol
Von 2008 bis 2012 waren fünf Bioethanol-Busse im Einsatz.

#### Elektrobusse

##### Test neuer Modelle
EMT testet immer wieder sowohl größere Elektrostandardbusse von 12 m Länge als auch Minibusse.
- Juni 2012: EMT testete eine Woche lang den Batteriebus E-Bus K9 von BYD.[12]
- November 2014: EMT testete den Irizar i2e. Die Fahrten fanden an zwei aufeinanderfolgenden Tagen auf einer Teststrecke im Betriebshof Carabanchel statt. Die Ergebnisse lassen erwarten, dass der Bus für etwa 80 bis 90 der Madrider Buslinien in Frage käme. Der Bus war mit 1200 kg belastet. Die Teststrecke ist 880 m lang und hat 4 Haltestellen, an denen der Bus jeweils hält, und die Türen öffnet und wieder schließt. Der 230-kW-Motor bezieht seine Energie aus Natrium-Nickel-Batterien und Superkondensatoren gespeichert.[13]
- Juli 2015: 2015 testete EMT für einige Tage den 12 m langen Eurabus 2.0 des Unternehmens Euracom. Der Bus wird von einem 130 kW-Motor angetrieben, welcher von Lithium-Eisen-Phosphat-Batterien gespeist wird. Mit den eingebauten Batterien war eine Reichweite von bis zu 250 km angekündigt – in Madrid schaffte der Bus nur ca. 150 km.[14]
- Beginnend im Februar 2017 testete die EMT für 60 Tage einen Batteriebus der Firma Irizar, einen Standardbus von 12 m Länge, den Irizar i2e im Linienbetrieb. Der Einsatz erfolgt hauptsächlich auf der Linie 39 zwischen den Haltestellen Campamente und Ópera, aber auch auf anderen Strecken. Der Bus wird von einem Elektromotor der Leistung 230 kW angetrieben. Die Energie ist in Natrium-Nickel-Batterien gespeichert, welche dem Bus eine Reichweiten von 200 bis 250 km geben.[15]
- April 2017: Auf der Suche nach einem Ersatz für die Minibusse Gulliver testete die EMT zwei Wochen lang ein Fahrzeug mit der Bezeichnung Karsan Jest. Es handelt sich um einen Minibus des türkischen Herstellers Karsan mit einer Reichweite von 90 bis 120 km. Bei einer Länge von 5,8 m kann das Fahrzeug 19 Personen transportieren. Der Elektromotor hat eine Leistung von 125 kW.[16]

##### Minibusse im Linienverkehr
2008 wurden 20 batteriebetriebene Minibusse in Betrieb genommen. Es handelt sich um Minibusse, Modell Gulliver, des Herstellers Tecnobus S.p.a., welcher seinen Firmensitz in Frosinone, Italien, hat. Die Busse sind nur 5,2 m lang und können 25 Fahrgäste befördern. Sie werden in den engen Gassen der Madrider Altstadt auf den Linien M1 (Sevilla – Glorieta des Embajadores) und M2 (Sevilla – Argüelles) eingesetzt. Mit Sevilla ist hier die Madrider U-Bahn-Station Sevilla gemeint. Sie liegt an der Kreuzung der Straßen Calle Sevilla und Calle de Alcalá.

##### Induktives Laden
Für den Einsatz auf der Linie 76 wurden fünf 12-m-Hybridsolobusse, welche bei der EMT Madrid im Einsatz sind, zu reinen Elektrobussen umgebaut: Die Busse werden nachts über Kabel geladen. Beim Einsatz auf der Strecke wird bei jedem Bus jeweils an den Endstationen induktiv, also kontaktlos, innerhalb von wenigen Minuten die Batterie wieder aufgeladen.
Auf der rund 7 km langen Strecke mit 20 Haltestellen auf der Hinfahrt und 22 Haltestellen auf der Rückfahrt reichen diese fünf Busse aus, um die Linie vollständig mit Fahrzeugen ohne Verbrennungsmotor zu betreiben. Der Einsatz der Elektrobusse begann am 22. Januar 2018. Die Linie 76 verläuft im Süden der Stadt und endet im 17. Stadtbezirk Villaverde.

##### 12-m-Standardbusse im Einsatz
Seit 8. Februar 2018 sind in Madrid auf den Linien 1, 26 und 44 insgesamt 15 batteriebetriebene Standardbusse des spanischen Herstellers Irizar in Einsatz. Due Busse sind mit Natrium-Nickelchlorid-Batterien mit einer Ladekapazität von 376 kWh ausgerüstet und können etwa 35 % des Energieverbrauchs durch Rekuperation bei den Bremsvorgängen gewinnen.

##### Weiterer Erwerb von Elektrobussen
- In einer ersten Ausschreibung sollen 30 (Standard-)Busse und 18 Midibusse bestellt werden, welche im Lauf der Geschäftsjahre 2017 und 2018 in Betrieb genommen werden. 30 weitere Busse sollen in den Jahren 2019 und 2020 hinzukommen. Zusammen mit 12 Mikrobussen, welche bereits seit 2008 im Einsatz sind, wächst dadurch die Busflotte auf 90 Busse an. Zusätzlich soll eine Buslinie so ausgerüstet werden, dass dort ein Nachladen der Batterien der Busse möglich ist.[19]

## Betriebshöfe
- Betriebshof Fuencarral A in der Calle Mauricio Legendre bietet auf 63 000 m² Fläche, Stellplätze für 420 Busse.
- Betriebshof La Elipa in der Avenida de les Tres Rosas hat 40 000 m² mit Stellplätzen für 404 Busse.
- Betriebshof Entrevías in der Avenida de Santa Catalina, er misst 52 000 m², dort sind 428 Busse stationiert.
- Betriebshof Carabanchel in der Calle Ventura Díaz Bernardo, er misst 65 000 m²; ihm sind 390 Busse zugeordnet.[4]

## Einbindung der Umlandlinien
Die in Madrid gelegenen Endstationen der Umlandlinien wurden in Busbahnhöfen zusammengefasst, welche gleichzeitig Umsteigeknoten zu den Madrider innerörtlichen Verkehrsnetzen bilden. Nicht von ungefähr sind vier der Busbahnhöfe mit mehr als 1000 Bussen pro Tag gleichzeitig Bahnhöfe der Metrolinie , der Ringlinie. Einer dieser Busbahnhöfe befindet sich in Nähe des Bahnhofs Chamartín.
| Bus-Terminal       | Anzahl Busse/Tag | Busse/Stunde (Hauptverkehrszeit) | Anzahl Buslinien | Reisende/Tag (in Tsd.) |
| ------------------ | ---------------- | -------------------------------- | ---------------- | ---------------------- |
| Moncloa            | 4400             | 240                              | 46               | 112                    |
| Plaza de Castilla  | 2900             | 160                              | 41               | 77                     |
| Principe Pío       | 2500             | 85                               | 13               | 60                     |
| Plaza Elíptica     | 1900             | 80                               | 13               | 55                     |
| Aluche             | 1700             | 85                               | 16               | 45                     |
| Avenida de América | 1500             | 95                               | 14               | 49                     |

Die Terminals Aluche und Plaza de Castilla sind zugleich Terminals des innerstädtischen Busverkehrs.
Das Busterminal Avenica de América wurde im Jahr 2000 in Betrieb genommen. Es handelt sich um ein mehrstöckiges unterirdisches Bauwerk:
- Untergeschoss -1: Fernbusse, Kassen und Geschäfte.
- Untergeschoss -2: Stadtbusse (EMT) und Regionalbusse.
- Untergeschoss -3: Ladengeschäfte; Parkdeck; Zugang zu den Metrolinien.

Noch tiefer liegen die Bahnsteige von vier Metrolinien.: , , , .
An 4 weiteren Busterminals kommen täglich 500–1000 Busse an. An 13 Busterminals kommen weniger als 500 Busse an. (Zahlen für 2008)